# Émile Zola
Émile Zola (Párizs, 1840. április 2. – Párizs, 1902. szeptember 29.) francia regényíró és művészeti kritikus. A világirodalom legjelentősebb alkotóinak egyike, a naturalista irányzat megteremtője, mely azt szándékozta elérni, hogy az irodalomba belevigyék a természettudományok egzakt módszereit és eredményeit.

## Életpályája

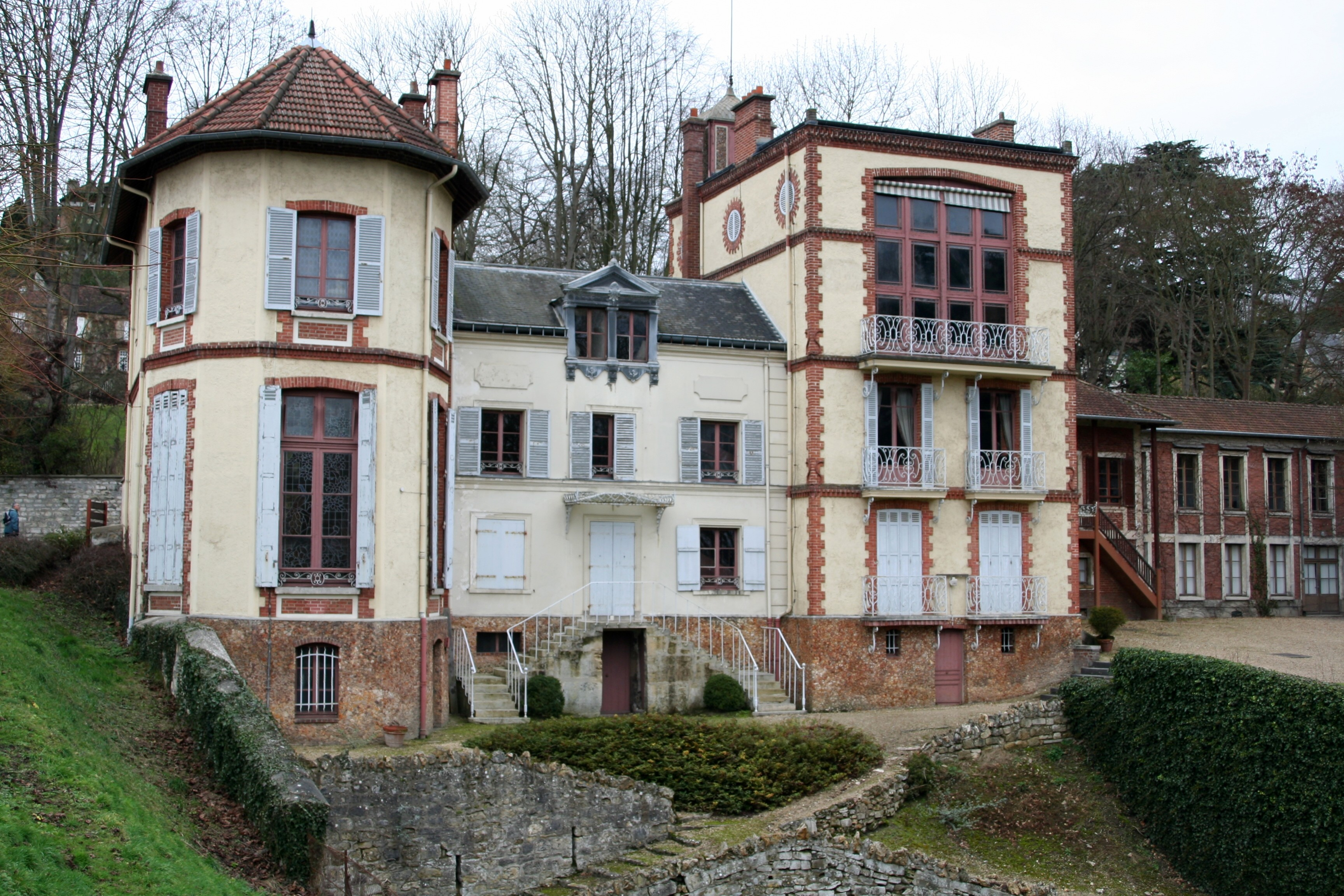
Zola háza Médanban

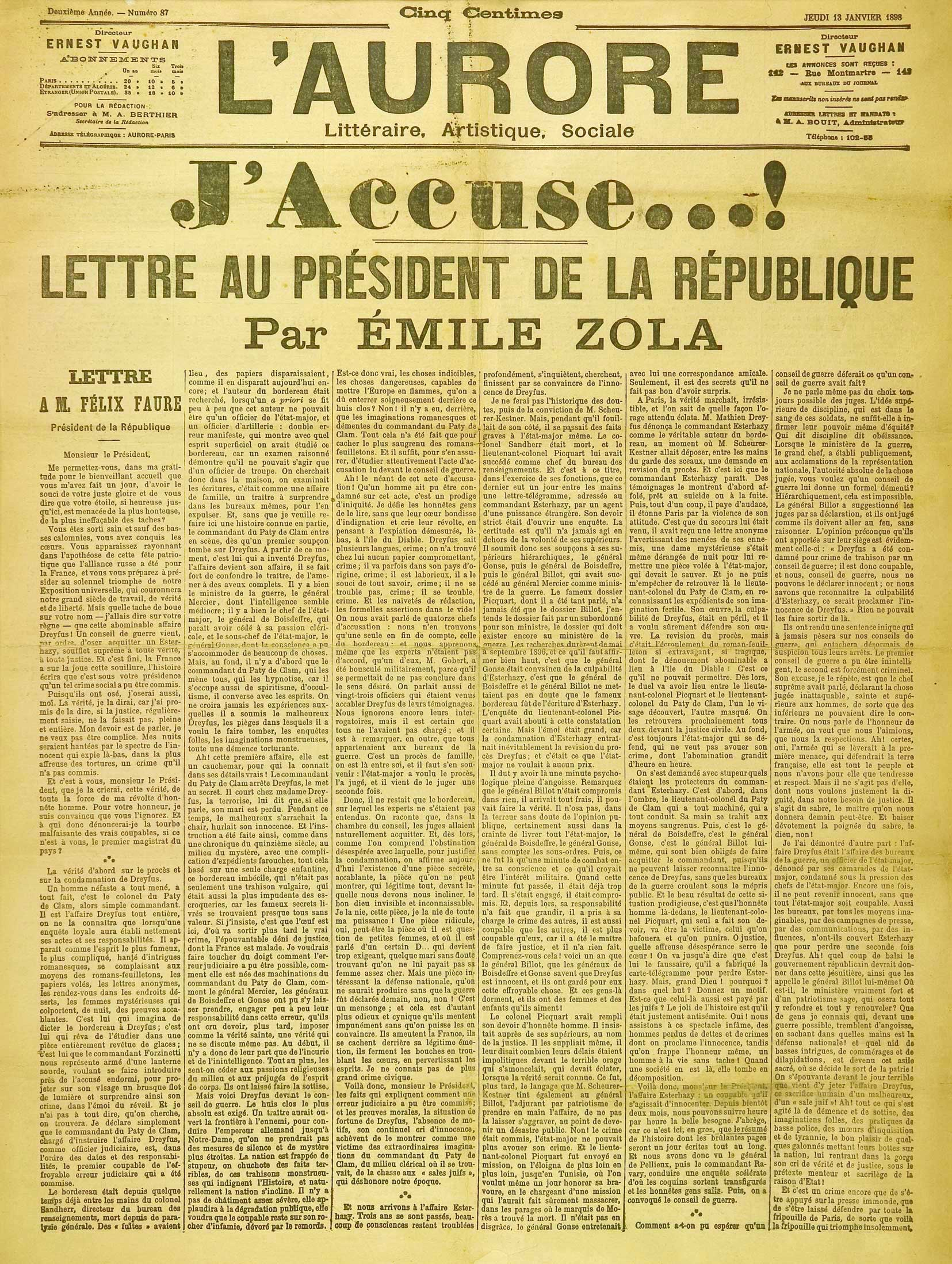
Vádolom…! – Zola tiltakozó levele a Dreyfus-perben hozott igazságtalan ítélet miatt

Apja olasz származású mérnök volt, akinek korai halála után a család rossz anyagi körülmények közé került. Zola az aix-i gimnáziumban Paul Cézanne iskolatársa volt, barátságuk sokáig meghatározta mindkettejük munkásságát. A matematikával szembeni averziója miatt Zola érettségije Párizsban nem sikerült, ezért munkát vállalt. Előbb kifutófiú és csomagoló lett az Hachette könyvkiadónál, majd a reklámosztályra került, amelynek egy idő múlva vezetője lett. Ekkor írta meg első irodalmi kísérleteit, melyek a Petit Journal és az Évènement hasábjain jelentek meg. A kiadói munka révén megismerkedett a kor néhány jelentős írójával.
Mint elbeszélő legelőször egy napilapban mutatkozott be a Marseille rejtélyei és Egy halott nő kívánsága című regényeivel. Első sikerét a Ninon meséi megjelenésével aratta (1864), melyet nemsokára a Claude vallomása (1865) című, önéletrajzi ihletésű regénye követett, melyben már határozott körvonalakban kezdett naturalista egyénisége kibontakozni. A Thérèse Raquinben (1867) és a Madeleine Férat-ban (1868) már realisztikus nyíltsággal látjuk patologikus tüneteket elemezni.
Első regényei után elhagyta a kiadót. 1870–1871-ben a versailles-i ideiglenes nemzetgyűlésről tudósított. Megismerkedett néhány impresszionista festővel, így Édouard Manet-val, és az új festői törekvésekről több cikket írt, melyeket kötetbe gyűjtött: ezeknek nagy visszhangjuk lett. Sikeres munkái után házat vásárolt a Párizs melletti Médanban.
1871-ben fogott hozzá a Rougon-Macquart-ciklus megalkotásához, melyben egy, a második császárság, azaz III. Napóleon korában élt család történetét, vagy ahogyan ő fogalmaz: természet- és társadalomrajzát igyekezett megírni. Általánosságban véve elmondható, hogy regényhősei közül a Rougonok a társadalom felső rétegeibe tudnak betagozódni, így például miniszterek, pénzemberek lesznek belőlük, míg a Macquart-ok az alsóbb néprétegek: az alkoholisták, a prostituáltak, a kétkezi munkások közé süllyednek le, miáltal Zola a társadalom minden szegmensébe bevezetheti az olvasóit.
Hatalmas, művészi teremtőereje csúcsát jelentő regényciklusának befejezése után a tudomány és a vallás ütközésének a kérdései kezdték foglalkoztatni. Ellátogatott Lourdes-ba, Rómába – ahol regényeinek vatikáni indexre tétele, vagyis tiltott könyvnek minősítése ügyében hiába kért kihallgatást a pápától. A három város című, erősen antiklerikális trilógiája (Lourdes, Róma, Párizs) egy hitében megingott abbé történetébe bújtatva saját kételyeit is megfogalmazza.
Utolsó  regényciklusából, mely a Négy Evangélium címet kapta, csak az első három rész készülhetett el. E művei egy teljesen más Zolát mutatnak, mint amit az olvasók az idáig megszoktak. A társadalom boldogulására vonatkozó utópisztikus elképzeléseit önti regényformába: a Termékenységet a beteljesült, bőséges gyermekáldással járó szerelem megrajzolásának szenteli, a Munka a halálra sanyargatott munkások értelmes munka iránti vágyát jeleníti meg, az Igazság című kötet középpontjában pedig egy sötét bűnügy áll, ahol egy egyszerű néptanító áll ki az ártatlanul megvádoltért, s új, felvilágosult nemzedékek fölnevelésével segíti érvényre jutni az igazságot.
Könyvei közéleti szerepvállalásának tapasztalatait is tükrözik. Zola ugyanis 1898. január 13-án a L’Aurore című újság címlapján megjelent nyílt levélben (J’Accuse – Vádolom!) tiltakozott a köztársasági elnöknél a Dreyfus-per zsidóellenességből fakadó, igazságtalan ítélete miatt. Beperelték. Boisdeffre tábornok, vezérkari főnök presszió alá helyezte a bíróságot, amely végül elfogadta, hogy Dreyfus bűnösségét olyan bizonyítékok támasztják alá, amelyeket sohasem mutathatnak be sem a bíróságnak, sem a védelemnek. Zolát a hadsereg és a bíróság rágalmazásának vádjával jelentős pénzbüntetésre ítélték, és Dreyfus bűnösségét is helyben hagyták. Zolának tartania kellett a rá kirótt egyéves felfüggesztett börtönbüntetés miatt is, ezért két esztendőre Londonba költözött.
1902. szeptember 29-én a váratlan hideg miatt befűttetett párizsi lakásában (Rue de Bruxelles). Éjjel szén-monoxid-mérgezésben meghalt. Felesége is súlyos állapotba került, de túlélte. Gyilkosság gyanúja miatt vizsgálat indult, de eredménytelenül zárult. Temetésén Anatole France búcsúztatta, aki az írót „az emberiség lelkiismeretének” nevezte. A Montmartre-i temetőben kapott díszsírhelyet. Földi maradványait 1908. június 4-én innen átszállították a párizsi Panthéonba, ahol Victor Hugo mellett kapott helyet. 2002-ben mellettük helyezték el a francia irodalom másik halhatatlan íróját, Alexandre Dumas-t is.
Médani lakóházát 1985-ben múzeummá alakították.

### Magánélete
Zola az első, sikertelen irodalmi próbálkozásaival párhuzamosan kalandba bonyolódott egy Berthe nevű közönséges és műveletlen kokottal. Megpróbálta őt „kiemelni a sárból”, ám törekvését nem koronázta siker. Élményét irodalmilag is feldolgozta a Claude vallomása című 1865-ös regényében, s talán későbbi nagy művének, a Nanának a kurtizán-ábrázolásába is beépíthette a Berthe-féle románc kijózanító tanulságait.
1870-ben megnősült. Éléonore-Alexandrine Meley-t vette feleségül, akivel már öt éve együtt élt.
1888-ban viszonyt kezdett felesége varrólányával, Jeanne Rozerot-val. A 14 éven át tartó kapcsolatból két gyermek is született. Zola házassága azonban nem bomlott fel, kettős életet élt, sőt az író halála után özvegye is „elismerte” a kis Jacques-ot és Dénise-t, azaz a gyermekeket törvényesítették.
Dénise Lebond-Zola Zola élete, munkája, küzdelme címmel a későbbiekben könyvet írt az édesapjáról, mely a Renaissance Kiadó gondozásában 1945-ben magyarul is napvilágot látott.
2022. áprilisában a Musée d’Orsay kamarakiállítást rendezett az élete utolsó szakaszában szenvedélyes fotóssá vált Zolának a lányáról készített huszonegynéhány fotográfiájából. E fényképek nemcsak annak bizonyságai, hogy Zolának a fényképezéshez is jó érzéke volt, hanem a bensőséges apa-lánya kapcsolat is megmutatkozik rajtuk.

## Művei

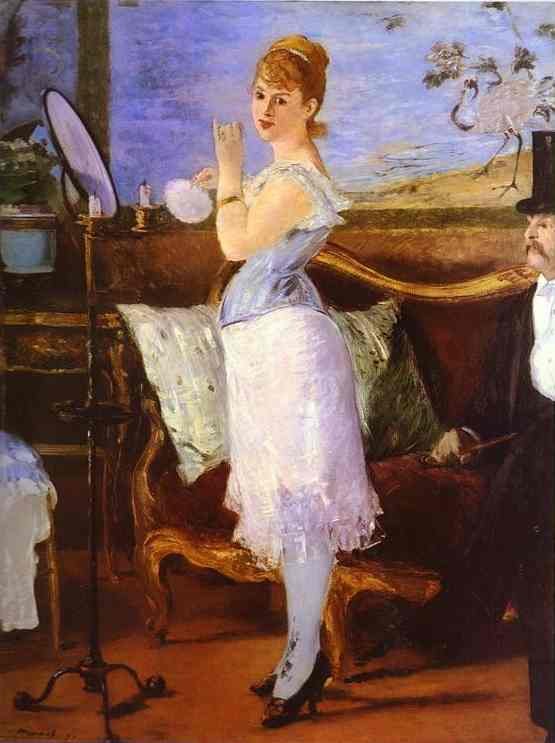
Zola leghíresebb teremtménye: Nana Manet festményén

Első művészileg jelentős regénye, az írói hírnevét megalapozó Thérèse Raquin második kiadásához (1868) írt előszavában fejtette ki először a naturalizmus alapelveit. Legfőképpen a kor híres filozófusa és esztétája, Hippolyte Taine nézetei hatottak rá, de Zola páratlan tehetsége és művészi igényessége szétfeszítette Taine-en alapuló biológiai és átörökléstani elméleteit.
Balzac példája nyomán hatalmas regényciklusokba rendezte alkotásait. Legismertebb A Rougon-Macquart család című regényfolyama, amely a második császárság társadalmának hatalmas körképe lett – egészen a franciák számára oly szégyenletes sedani csatavesztésig terjedően. A módszeres adatgyűjtésen alapuló hitelesség igényével fellépő Zola nagy művében megmutatja a kapitalizmus, az iparosodás árnyoldalait, a tőzsdei manipulációkat, a nagyvárosi lét elidegenítő hatását. Valójában a modern fogyasztói társadalom megszületéséhez kapcsolódó tömeges életformaváltás egyfajta látleletét nyújtja.
A Rougon-Macquart család  család befejezése, 1894 után új ciklusokat tervezett, de közülük csak a Három város: Lourdes – Róma – Párizs befejezésére maradt ideje. A Négy Evangélium című ciklusából csak az első három készült el.
Olyan, világirodalmi mércével mérve is jelentős, feledhetetlen regényalakokat tudott teremteni, mint A Patkányfogó szépre, jóra vágyó, ám a lezüllés egymást követő stációi végén menthetetlenül a mélybe zuhanó Gervaise-e, az Állat az emberben gyilkossá váló Jacques Lantierje vagy a tán legemlékezetesebb karakter: a luxusprostituált Nana, az azonos című regény címszereplője, a külvárosok szemétdombjáról felreppent „aranylégy”, aki testi-lelki nyavalyákkal, anyagi romlással és pusztulással fertőzte meg a körötte feltűnt férfiakat, majd maga is elhagyottan, himlőtől elcsúfultan szenvedett ki, míg az utca a „Berlinbe! Berlinbe!” kiáltásoktól volt hangos.
Zola számos kitűnő műve közül is kiemelkedik a Germinal című regénye. Ebben a remekében Zola egy bányászkolónia életét festi meg a tőle megszokott valóságfeltáró szándékkal, kivételes művészi erővel. Egyetlen regényében sem olyan kiérlelt, olyan súlyos és hiteles Zola írásművészete, mint a montsoui bányászok feneketlen nyomorának, életkörülményeik javításáért indított sztrájkjának, illetve csenevész és perspektívátlan szerelmeinek ábrázolásában.
A szocializmus időszakában a Germinalt a szocialista realizmus egyik előfutárának tekintették. Úgy vélték, e mű a munkásmozgalom története szempontjából is forrásértékű. A cselekmény tetőpontján ugyanis Zola a Tőke és a Munka harcában a társadalmi forradalom apokaliptikus látomását idézi fel, s mint arra a Világirodalmi Lexikon is rámutat, a Germinalt minden rétegében átszövő metaforarendszer, különösen annak a vetés, sarjadás, aratás misztikus szimbolikájával összefüggő hálózata, a benne szükségképp meglévő többértelműség folytán, lehetővé tett egy olyan olvasatot is, mely Zola regényét a kizsákmányolt proletárok ügyével szolidárisnak tételezte.
Az Életöröm című regénye különösen heves indulatokat váltott ki. A kritika a naturalizmus szélsőséges megnyilvánulásaként értékelte Zola tabudöntögető ábrázolásmódját. Legfőképpen a hősnő, Pauline első menstruációjának, illetőleg a regény végén bekövetkező koraszülésnek a hiperrealista leírása okozott megbotránkozást. Zola ugyanis elődeihez képest a valóság nyíltabb, szókimondóbb bemutatását tűzte ki céljául. A konzervatívabbak ezt úgy fogták fel, hogy számára semmi se szent.
Zola Föld című regénye, a francia parasztság zordon körképe minden későbbi parasztábrázolásra döntő befolyással volt. Erre a legékesebb példa Reymont Parasztok című Nobel-díjas alkotása, amelyben a parasztok ugyanolyan érzékiek, nyers ösztönöktől, szerzésvágytól vezéreltek.
Jóllehet a Pascal doktor utóbb látott napvilágot, A Rougon-Macquart család-ciklus tulajdonképpeni záródarabja a porosz–francia háború krónikáját nyújtó grandiózus regény, Az összeomlás. A műben tömeg- és kamarajelenetek váltják egymást. Zola nem tagadja meg önmagát: filmvászonra kívánkozó képsorokat fest a megsebesült, saját belébe gabalyodó lóról, a becsapódó gránátnak az anya testét szétszaggató pusztításáról, s attól se riad vissza, hogy részletesen leírjon egy amputálást.

### A Rougon-Macquart családcímű regényciklusa
- Rougonék szerencséje (La Fortune des Rougon, 1869–1870)
- A hajsza (La Curée, 1871)
- Párizs gyomra (Le Ventre de Paris, 1873)
- Plassans meghódítása (La Conquête de Plassans, 1874)
- Mouret abbé vétke (La Faute de l’abbé Mouret, 1875)
- A kegyelmes úr (Son Excellence Eugène Rougon, 1876)
- A Patkányfogó (L’Assommoir, 1877)
- Szerelem (Une page d'amour, 1878)
- Nana (Nana, 1880)
- Tisztes úriház (Pot-Bouille, 1882–1883)
- A Hölgyek öröme (Au Bonheur des Dames, 1883)
- Életöröm (La Joie de vivre, 1884–1885)
- Germinal (Germinal, 1885)
- A mestermű (L’Œuvre, 1886)
- A föld (La Terre, 1887)
- Az álom (Le Rêve, 1889)
- Állat az emberben (La Bête humaine, 1890)
- A pénz (L’Argent, 1891)
- Az összeomlás (La Débâcle, 1892)
- Pascal doktor (Le Docteur Pascal, 1893)

### AHárom városcímű regényciklusa
- Lourdes (Lourdes, 1894)
- Róma (Rome, 1896)
- Párizs (Paris, 1898)

### ANégy Evangéliumcímű regényciklusa
- Termékenység (Fécondité, 1900)
- Munka (Travail, 1901)
- Igazság (Vérité, 1902)  - a negyedik rész megalkotásában Zolát a halál megakadályozta

Az igazsághoz hozzátartozik, hogy Zola utolsó művei már írói kifáradásáról tanúskodnak; bennük már inkább afféle prófétai szerepre vállalkozik, ahelyett, hogy megmaradna a történetmesélésnél és a jellemábrázolásnál. (Sokatmondó adat, hogy míg például a Nana huszonkét kiadást ért meg magyarul, a Négy Evangélium ciklus szinte tézisregényekké egyszerűsödött, moralizáló kötetei mindössze kettőt.)

## Írásművészetének jellemzői

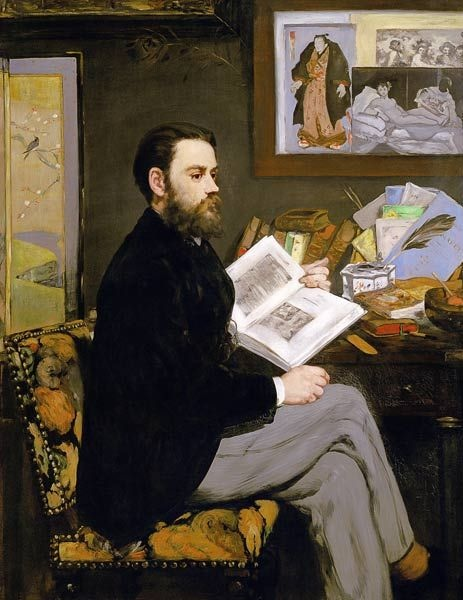
Manet Zoláról készült festménye

Zola elbeszélői technikája hagyományos, cselekményvezetése lineáris: nem ugrál a térben és az időben.
Műveinek újdonsága leginkább az, hogy naturalizmusához híven a valóság sötét oldalát mutatja be. Regényvilágában gyakran tűnnek fel szegények és nyomorultak, olyan emberek, akik képtelenek kitörni a nyomor, a betegség, az „öröklött” bűn, az alkoholizmus, a teljes lezüllés állapotából. De azok a szereplői, akik nem tartoznak a legelesettebbek közé, sem klasszikus értelemben vett hősök. Ez abból fakad, hogy Zola számára az élet nem más, mint élet-halál harc, a pénz és a hatalom utáni szüntelen tülekedés. Szereplői másik nagy mozgatórugója a nemi élvezetek hajszolása. Más szavakkal: a „korlátlan szabadosság”, „az érzékiség zavaros forrongása”.
Mivel sokak számára Zola az emberi nyomorúság krónikása, a gyarlóság és esendőség megéneklője, ritkábban említik meg, hogy egyúttal nagymestere a humornak is. Ilyen szempontból talán a Tisztes úriházban brillírozik a legjobban. Nem éles kirohanásokkal, hanem a szelíd iróniától a kegyetlen gúnyig terjedő pazar humorral leplezi le kora képmutatását, erkölcsi hanyatlását. Ahol egy „tisztes úriház” szinte egy cégér nélküli bordély. Amikor a Tisztes úriházat A Világirodalom Remekei sorozatban 1977-ben újra kiadták, Lengyel Balázs a könyv utószavában kiemelte, hogy a regény hatásmechanizmusának fő eleme, hogy Zola egyre-másra ellentétes hangulatú jeleneteket sző egybe: magasztost komikussal, ünnepit közönségessel elegyít. A humor, a szatíra tehát Zolánál tudatosan alkalmazott írói eszköz.
Zola írói erényei közül kiemelést érdemel, hogy remekül tud komponálni: tömegeket mozgatni, nagyjeleneteket beállítani; erősségei az érzékletes, a riportra jellemző vonásokat mutató, sokszor dokumentumfilmszerű leírások is.
Ahogyan azt a Világirodalmi kisenciklopédia is megállapítja, Zoláról végső soron elmondható, hogy esztétikai elveinek dogmatikussága ellenére a művészi anyag úrrá lett rajta és remekművek megírására sarkallta. A lélektani típusok, a tömegek, a kollektivitás epikus ábrázolójává vált, aki még a tárgyakat is szimbólummá tudta emelni (mozdony, bánya, áruház, vásárcsarnok).

## Magyarul megjelent művei

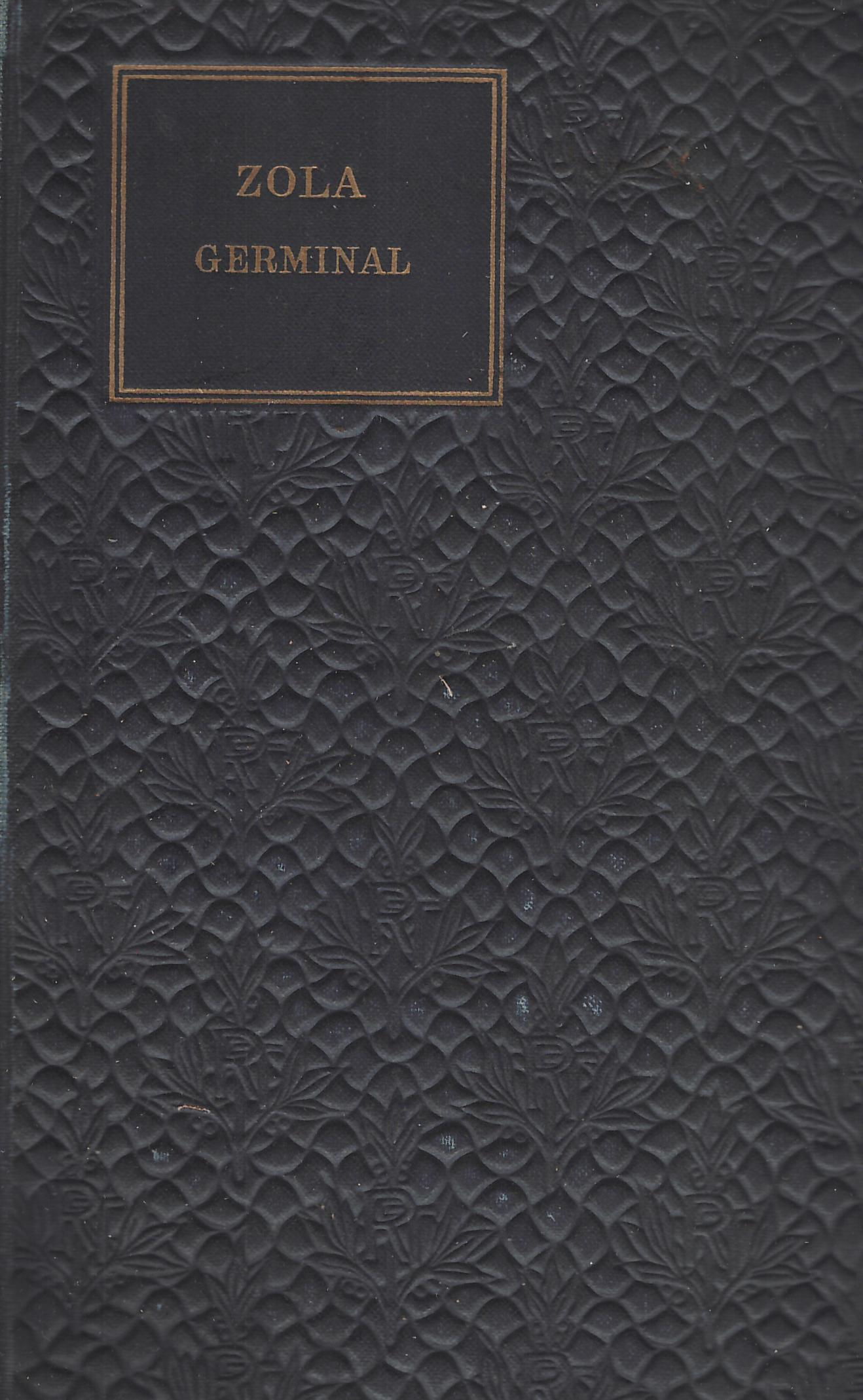
Germinal (Klasszikus Regénytár sorozat, 1907)

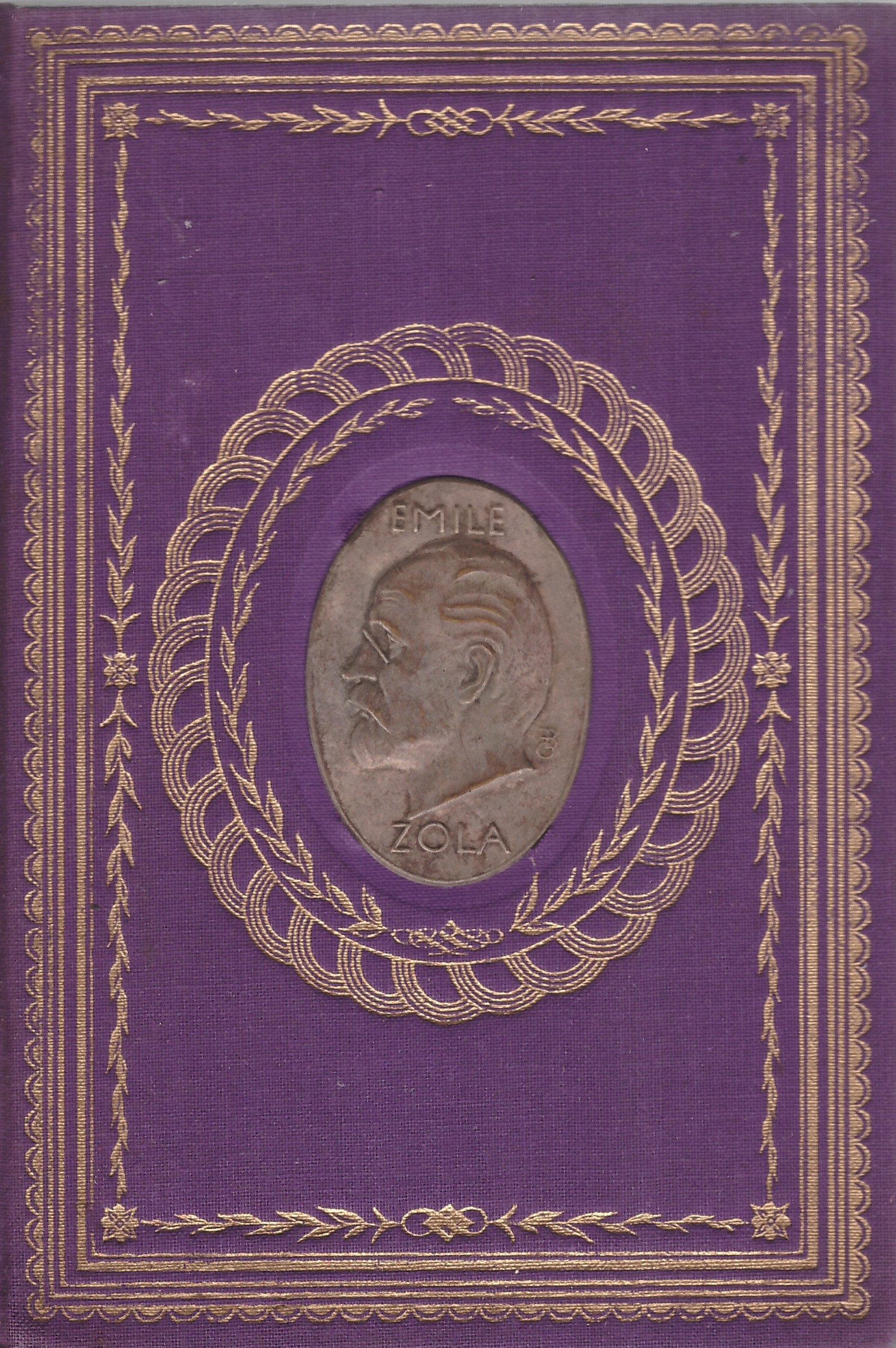
Zola műveinek magyar nyelvű díszkiadása (Christensen és Társa-Gutenberg Könyvkiadó Vállalat, Budapest, 1920-as évek) – borítódísz

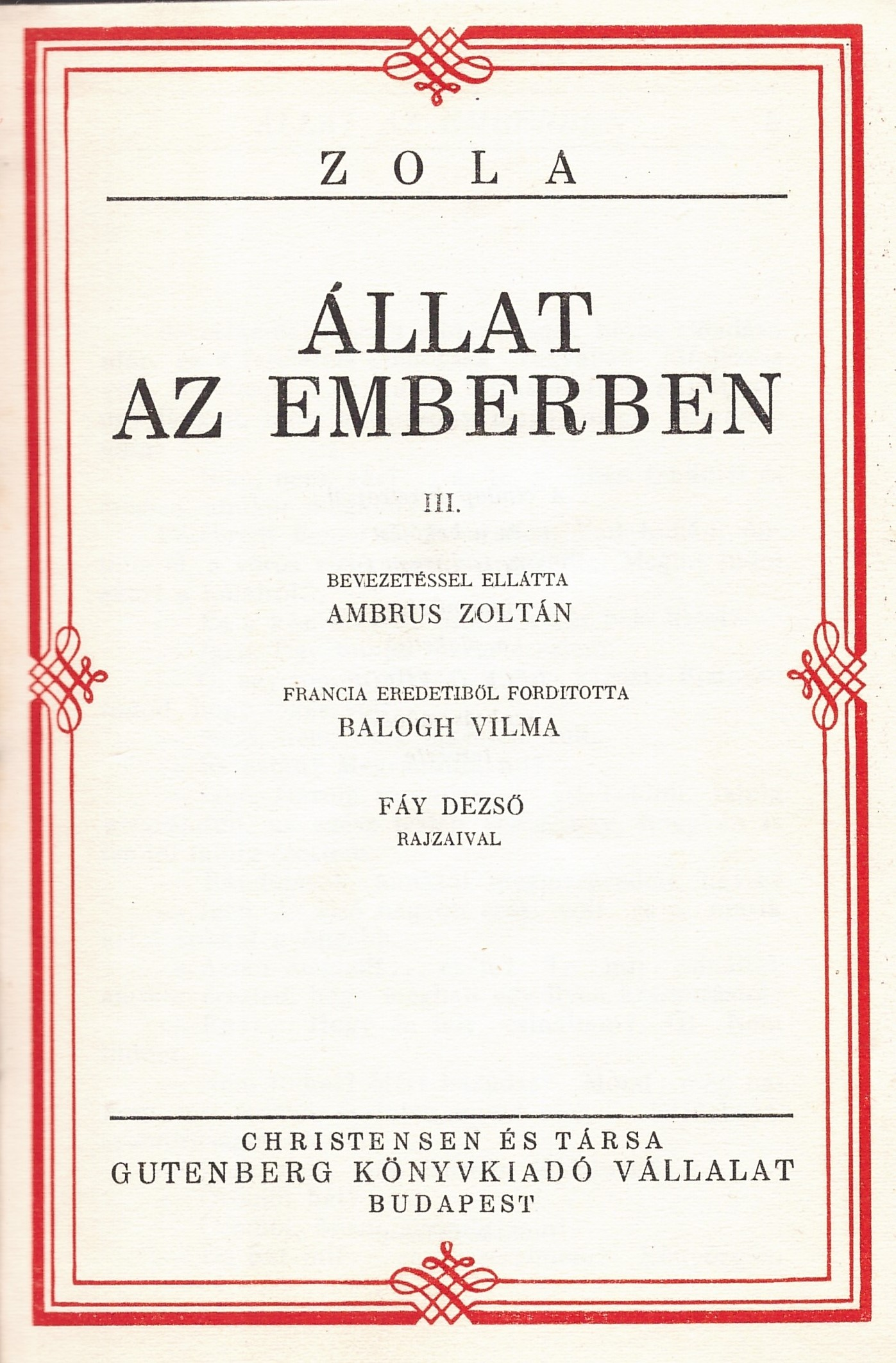
Zola műveinek magyar nyelvű díszkiadása (Christensen és Társa – Gutenberg Könyvkiadó Vállalat, Budapest, 1920-as évek) – egy kötet címlapja a címlapdíszekkel

- Az emberirtó. Egy család története. Regény; fordította: Nyáry László, Pfeifer Ferdinánd, Budapest, 1879
- Nana. Regény; fordította: Julius; Grimm G., Budapest, 1881
- Mouret abbé vétke. Regény; fordította: Tarnay Péter; Bartalis I. Ny., Budapest, 1882
- Elbeszélések Ninonhoz; Révai, Budapest, 1882
- Hölgyek öröme. Regény, 1–2.; fordította: Tarnay Pál; Athenaeum, Budapest, 1883
- A szeretet rabja. Regény, 1–2.; fordította: Cs. Z. A.; Révai, Budapest, 1883
- A zsákmány, 1–2.; fordította: Tarnay Pál; Bartalits, Budapest, 1883
- Az élet öröme. Regény; fordította: Tarnay Pál; Athenaeum, Budapest, 1884
- Egy polgárcsalád története. Regény; fordította: J. Jankovich Gyula; Grimm, Budapest, 1884
- Egy polgárcsalád története. Regény. 2. köt.; fordította: K. Kovách László; Grimm, Budapest, 1885
- Rougonék szerencséje. Regény; fordította: Tarnay Pál; Athenaeum, Budapest, 1885
- Álom. Regény, 1–2.; fordította: Fái J. Béla; Singer-Wolfner, Budapest, 1889 (Egyetemes regénytár)
- A pálinka; fordította: Zempléni P. Gyula; Pannonia, Budapest, 189?
- A pénz; fordította: Zempléni P. Gyula; Deubler, Budapest–Bécs, 1893
- A Coqueville-i ünnepély, Chabre úr osztrigái. Két elbeszélés; fordította: Udvardi Lajos; Grimm, Budapest, 1890 (Útközben)
- Páris gyomra. Regény; fordította: Tarnay Pál; Grimm, Budapest, 1893
- A föld. Regény; fordította: Sz. Nagy Sándor; Grimm, Budapest, 1893
- Pascal orvos. Regény; fordította: Cserhalmi H. Irén, Gerő Attila; Könyves Kálmán, Budapest, 1894
- A munka; fordította: Zempléni P. Gyula; Deubler, Budapest–Bécs, 1894
- A Rougon család szerencséje. Regény; fordította: Andor Imre; Minta-antiquarium, Budapest, 1895 (Zola regényei)
- A martalék. Regény; fordította: Andor Imre; Minta-antiquarium, Budapest, 1895
- Szerelem. Regény; fordította: Andor Imre; Minta-antiquarium, Budapest, 1895
- Lourdes. Regény; fordította: Cserhalmi H. Irén, Gerő Attila; A Külföld szerkesztősége, Budapest, 1895 (Émile Zola: A három város)
- A pap bűne. Regény; fordította: Ilosvai Hugó; Minta-Antiquarium, Budapest, 1895
- Az állatvédelem kérdéséhez. Franciából fordítva. Előszóképen kérelem az írói és hírlapírói körökhöz; bev. Gustav Grimm; Grimm, Budapest, 1896
- Róma. Regény, 1–3.; fordította: Cserhalmi H. Irén; Athenaeum, Budapest, 1896 (Émile Zola: A három város)
- Három elbeszélés; fordította: Tóth Béla; Singer-Wolfner, Budapest, 1897 (Egyetemes regénytár)
- Páris. Regény, 1–2.; fordította: Gerőné Cserhalmi Irén; Athenaeum, Budapest, 1898 (Émile Zola: A három város)
- A háború; fordította: Zempléni P. Gyula; Vass, Budapest, 1899
- Nana; fordította: Kató; Vass József, Budapest, 1899
- A pénz; fordította: Kató; Vass József, Budapest, 1899
- A martalék. Regény; Pallas, Budapest, 1900
- Termékenység. Regény, 1–2.; Wodianer, Budapest, 1900
- Munka. Regény, 1–2.; Lampel, Budapest, 1901
- Igazság. Regény 1–2.; fordította: Zempléni P. Gyuláné; Lampel, Budapest, 1903
- Nana; fordította: Zempléni P. Gyula; Deubler, Budapest–Bécs, 1905
- Germinal. Regény; fordította: Zempléni P. Gyula; Deubler, Budapest–Bécs, 1905
- Germinal; fordította: Adorján Sándor; Révai, Budapest, 1907 (Klasszikus regénytár)
- A Rougon-Macquart család. Az összeomlás, 1–2.; fordította: Kovács Zoltán; Révai, Budapest, 191?
- Madeleine Férat; fordította: Dobosi Pécsi Mária; Singer-Wolfner, Budapest, 1916 (Milliók könyve)
- Nantas; Singer-Wolfner, Budapest, 1916 (Milliók könyve)
- Az összeomlás. Az 1870/71. francia–német háború regénye; fordította: Kunfi Zsigmond; Népszava, Budapest, 1916
- A patkányfogó, 1–2.; fordította: Bresztovszky Ernő; Népszava, Budapest, 1918
- A malom ostroma / Az árvíz, Két elbeszélés; fordította: Bresztovszky Ernő; Népszava, Budapest, 1919 (Világosság-könyvtár)
- Termékenység; fordította: Szini Gyula, Karinthy Emmy; Központi Antiquarium, Budapest, 1919
- A pénz; fordította: Schöner Dezső; Népszava, Budapest, 1919
- Igazság. Regény; fordította: Bresztovszky Ernő; Népszava, Budapest, 1919
- A gyilkos; Világregények, Budapest, 1919 (Világregények)
- Rougon kegyelmes úr, 1–2.; fordította: Balogh Vilma, Csillay Kálmán, sajtó alá rend. Ambrus Zoltán; Gutenberg, Budapest, 192? (Zola összes művei)
- Olivier Bécaille halála / Egy szerelmes éjszakáért. Két elbeszélés; fordította: Sabján István; Népszava, Budapest, 1920 (Világosság-könyvtár)
- Nana; fordította: Gergely Győző; Népszava, Budapest, 1920
- A kegyelmes úr; fordította: Szabó Endre, Révai, Budapest, 1920 (Zola: A Rougon-Macquart család)
- Szerelem; fordította: Bíró Sándor; Révai, Budapest, 1920 (Zola: A Rougon-Macquart család)
- A zsákmány. Regény; fordította: Csetényi Erzsi; Ifjúság, Budapest, 1920
- A macskák paradicsoma. Az eredeti teljes szöveg és hű magyar fordítása; fordította: Komjáthy Aladár; Lantos, Budapest, 1920 (Kétnyelvű klasszikus könyvtár)
- Claude vallomása. Regény; fordította: Gergely Győző; Anonymus, Budapest, 1920 k.
- Jó polgári koszt; fordította: Bartha László; Népszava, Budapest, 1920
- Thérése Raquin; fordította: Szegedy János; Athenaeum, Budapest, 1920 (Híres könyvek)
- Rougonék szerencséje; fordította: Kovács Zoltán; Révai, Budapest, 1920 (Zola: A Rougon-Macquart család)
- A koncz; fordította: Benedek Marcell; Révai, Budapest, 1920 (Zola: A Rougon-Macquart család)
- Páris gyomra; fordította: Király György; Révai, Budapest, 1920 (Zola: A Rougon-Macquart család)
- Plassans meghódítása; fordította: Kovács Zoltán; Révai, Budapest, 1920 (Zola: A Rougon-Macquart család)
- Mouret abbé vétke; fordította: Lányi Viktor; Révai, Budapest, 1920 (Zola: A Rougon-Macquart család)
- Madeleine Férat. Regény; fordította: Pongrácz Árpád; Világirodalom, Budapest, 1920 (Világirodalom könyvtár)
- Az emberi bestia; fordította: Schöner Dezső; Népszava, Budapest, 1921
- Nantas. Elbeszélés; fordította: Sabján István; Vita Nova, Wien, 1922 (Kis könyvek)
- Nana; fordította: Vajthó László; Révai, Budapest, 1921 (Zola: A Rougon-Macquart család)
- Az álom; fordította: Hajós Kornél; Népszava, Budapest, 1922
- A hölgyek öröme; fordította: Benedek Marcell; Révai, Budapest, 1922 (Zola: A Rougon-Macquart család)
- Családi tűzhely; fordította: Adorján Sándor; Révai, Budapest, 1922 (Zola: A Rougon-Macquart család)
- Termékenység. Regény, 1–2.; 2., jav. kiad.; Franklin, Budapest, 1922 (Külföldi regényírók)
- Az emberirtó; fordította: Kovács Zoltán; Révai, Budapest, 1923 (Zola: A Rougon-Macquart család)
- Három város. Regény, 1–3.; fordította: Bartos Zoltán; Népszava, Budapest, 1923–1924
  - 1. Lourdes
  - 2. Róma
  - 3. Páris
- Öröm az élet!; fordította: Kovács Zoltán; Révai, Budapest, 1924 (Zola: A Rougon-Macquart család)
- Germinal, 1–3.; fordította: Sztrókay Kálmán, sajtó alá rend., bev. Ambrus Zoltán; Gutenberg, Budapest, 1925 (Zola összes művei)
- A mestermű; fordította: Éber László; Révai, Budapest, 1925 (Zola: A Rougon-Macquart család)
- Páris gyomra, 1–3.; fordította: Szini Gyula, sajtó alá rend., bev. Ambrus Zoltán; Globus Ny., Budapest, 1926 k. (Zola összes művei)
- Családi tűzhely. 1–4.; fordította: Balogh Vilma, Gergely Győző, sajtó alá rend., bev. Ambrus Zoltán; Gutenberg, Budapest, 1926 k. (Zola összes művei)
- Mesék Ninonnak; fordította: Salgó Ernő, sajtó alá rend. Ambrus Zoltán; Gutenberg, Budapest, 1926 k.
- Nantas / A zöldben / Egy szerelmi éjszakáért; fordította: Éber László, sajtó alá rend. Ambrus Zoltán; Gutenberg, Budapest, 1926 k.
- Chabre úr osztrigái / Az árvíz; fordította: Éber László, sajtó alá rend. Ambrus Zoltán; Gutenberg, Budapest, 1926 k.
- Jacques Damour; sajtó alá rend. Ambrus Zoltán / Nais Micoulin; fordította: Éber László / Stendhal; fordította: Salgó Ernő; Gutenberg, Budapest, 1926 k.
- A föld, 1–4.; fordította: Havas József; sajtó alá rend., bev. Ambrus Zoltán; Globus Ny., Budapest, 1926 k. (Zola összes művei)
- Emlékek / Jean Gourdon négy napja; sajtó alá rend. Ambrus Zoltán, fordította: Salgó Ernő; Gutenberg, Budapest, 1926 k.
- Flaubert. Az ember / Daudet; fordította: Salgó Ernő; Gutenberg, Budapest, 1926 k.
- A malom ostroma / Az árvíz. Elbeszélés; fordította: Bresztovszky Ernő; Saly, Budapest, 1928 k. (Pengő könyvtár)
- A föld; fordította: Szabó Lőrinc; Révai, Budapest, 1927 (Zola: A Rougon-Macquart család)
- Az összeomlás, 1–2.; fordította: Juhász Andor; Révai, Budapest, 1928 (Zola: A Rougon-Macquart család)
- A pénz; fordította: Rózsa Géza; Révai, Budapest, 1928 (Zola: A Rougon-Macquart család)
- Az emberi dúvad; fordította: Adorján Sándor; Révai, Budapest, 1928 (Zola: A Rougon-Macquart család)
- Az álom; fordította: Lányi Sarolta; Révai, Budapest, 1928 (Zola: A Rougon-Macquart család)
- Pascal orvos, 1–2.; fordította: Csillay Kálmán, bev. Ambrus Zoltán; Gutenberg, Budapest, 1929 (Zola összes művei)
- A coquevillei muri és egyéb elbeszélések; sajtó alá rend. Ambrus Zoltán, fordította: Éber László; Gutenberg, Budapest, 1929 (A Gutenberg Könyvkiadó Vállalat könyvei)
- Az emberirtó, 1–3.; sajtó alá rend., bev. Ambrus Zoltán, fordította: Szini Gyula; Gutenberg, Budapest, 1929 (A Gutenberg Könyvkiadó Vállalat könyvei)
- Nana, 1–3.; sajtó alá rend., bev. Ambrus Zoltán, életrajz Denise Zola Mme Le Blond, fordította: Csillay Kálmán; Gutenberg, Budapest, 1929 (A Gutenberg Könyvkiadó Vállalat könyvei)
- Az összeomlás, 1–4.; sajtó alá rend., bev. Ambrus Zoltán, fordította: Schöner Dezső; Gutenberg, Budapest, 1929 (A Gutenberg Könyvkiadó Vállalat könyvei)
- A pénz, 1-3.; sajtó alá rend., bev. Ambrus Zoltán, fordította: Salgó Ernő; Gutenberg, Budapest, 1929 (A Gutenberg Könyvkiadó Vállalat könyvei)
- Szerelem, 1–2.; sajtó alá rend., bev. Ambrus Zoltán, fordította: Gergely Győző; Gutenberg, Budapest, 1929 (A Gutenberg Könyvkiadó Vállalat könyvei)
- Az álom; fordította: Ottlik Pálma, bev. Ambrus Zoltán; Gutenberg, Budapest, 1929 (Zola összes művei)
- Hölgyek öröme, 1–2.; fordította: Éber László, bev. Ambrus Zoltán; Gutenberg, Budapest, 1929 (Zola összes művei)
- A négy evangélium. 3. Igazság, 1–8.; Gutenberg, Budapest, 1930 (Zola összes művei)
  - 1. fordította: Gergely Győző
  - 2. fordította: Gergely Győző
  - 3. fordította: Csillay Kálmán
  - 4. fordította: Csillay Kálmán
  - 5. fordította: Németh Andor
  - 6. fordította: Németh Andor
  - 7. fordította: Sziklay János
  - 8. fordította: Sziklay János; Zola: A korunkbeli regényírók c. írásával
- Mouret abbé vétke, 1–4.; sajtó alá rend., bev. Ambrus Zoltán, fordította: Gellért Hugó, Németh Andor, Balogh Vilma; Viktória Ny., Budapest, 1930 (Zola összes művei)
- A zsákmány, 1–2.; fordította: Lándor Tivadar, Németh Andor, sajtó alá rend., bev. Ambrus Zoltán; Christensen, Budapest, 1930 k. (Zola összes művei)
- Páris gyomra / Flaubert, Daudet, 1–2.; sajtó alá rend. Ambrus Zoltán, fordította: Szini Gyula, Salgó Ernő; Gutenberg, Budapest, 1930 k. (Zola összes művei)
- Rougonék szerencséje, 1-3.; fordította: Kardos László, sajtó alá rend., bev. Ambrus Zoltán; Globus Ny., Budapest, 1930 (Zola összes művei)
- Állat az emberben, 1–2.; fordította: Balogh Vilma, bev. Ambrus Zoltán; Gutenberg, Budapest, 1930 k. (Zola összes művei)
- Plassans meghódítása, 1–3.; fordította: Csillay Kálmán, sajtó alá rend., bev. Ambrus Zoltán; Globus Ny., Budapest, 1930 k. (Zola összes művei)
- Az élet öröme, 1–3.; fordította: Balog L. Vilma [Balogh Vilma], Gellért Hugó, sajtó alá rend., bev. Ambrus Zoltán; Gutenberg, Budapest, 1930 k. (Zola összes művei)
- Elbeszélések; fordította: Salgó Ernő; Gutenberg, Budapest, 1930 (Zola összes művei)
- Tanulmányok; fordította: Salgó Ernő, bev. Ambrus Zoltán; Gutenberg, Budapest, 1930 (Zola összes művei)
- A mestermű, 1–2.; fordította: Gergely Győző, Németh Andor, bev. Ambrus Zoltán; Gutenberg, Budapest, 1931 (Zola összes művei)
- Munka, 1–2.; fordította: Lengyelné Vértes Lenke; Gutenberg, Budapest, 1932 (Zola összes művei)
- Pascal doktor; fordította: P. Borbás Lili; Béta, Budapest, 1943 (Örök értékek)
- Germinal. Regény; fordította: F. Rácz Kálmán; Révai, Budapest, 1949 (A realizmus mesterei)
- Róma. Regény; fordította: Bartos Zoltán, bev. Kováts Miklós; Szépirodalmi, Budapest, 1950
- Igazság. Regény; fordította: Benedek Marcell; Szépirodalmi, Budapest, 1952
- A gyilkos; Testvériség-Egység, Újvidék, 1953
- Lourdes; fordította: Csatlós János; Új Magyar Kiadó, Budapest, 1955
- Tisztes úriház. Regény; fordította: Bartócz Ilona; Új Magyar Kiadó, Budapest, 1956
- A hajsza; fordította: Antal László; Európa, Budapest, 1958 (Émile Zola: A Rougon-Macquart család)
- Rougonék szerencséje; fordította: Antal László, bev. Lakits Pál; Európa, Budapest, 1958 (A Rougon-Macquart család)
- Párizs gyomra. Regény; fordította: Antal László; Európa, Budapest, 1959 (Émile Zola: A Rougon-Macquart család)
- Germinal; fordította: Bartócz Ilona, bev. Kardos László; Európa, Budapest, 1959 (A világirodalom klasszikusai)
- A kegyelmes úr; fordította: Antal László; Európa, Budapest, 1960 (Émile Zola: A Rougon-Macquart család)
- Összeomlás; fordította: Bartócz Ilona; Zrínyi, Budapest, 1960
- Mouret-abbé vétke. Regény; fordította, jegyz. Antal László; Európa, Budapest, 1960 (Émile Zola: A Rougon-Macquart család)
- A patkányfogó; fordította: Antal László; Európa, Budapest, 1961 (Émile Zola: A Rougon-Macquart család)
- Émile Zola válogatott művészeti írásai; vál., fordította, bev., jegyz. Lengyel Géza; Képzőművészeti Alap, Budapest, 1961 (A művészettörténet forrásai)
- A föld; fordította: Bartócz Ilona; Európa, Budapest, 1962 (Émile Zola: A Rougon-Macquart család)
- A pénz. Regény, 1–2.; fordította, utószó Bajomi Lázár Endre; Szépirodalmi, Budapest, 1962
- Állat az emberben; fordította: Antal László; Európa, Budapest, 1963 (Émile Zola: A Rougon-Macquart család)
- Pascal doktor; fordította: Antal László; Európa, Budapest, 1964 (Émile Zola: A Rougon-Macquart család)
- Termékenység; fordította: Lontay László; Európa, Budapest, 1965
- Munka; fordította: Dániel Anna; Európa, Budapest, 1965
- Életöröm; fordította: Gellért György; Európa, Budapest, 1969
- Plassans meghódítása; fordította: Antal László; Európa, Budapest, 1989 (Émile Zola művei)
- A vér. Elbeszélések; fordította: Éber László, Salgó Ernő; Interpopulart, Szentendre, 1994 (Populart füzetek)
- Nana; fordította: Jancsó Júlia(wd); Ulpius-ház, Budapest, 2013 (Ulpius-ház klasszikusok)

## Hatása a magyar irodalomra

### Zola kritikai fogadtatása Magyarországon
A par excellence romantikus írónak tartott Jókai Mór egy riporter kérdésére, hogy kit tart a legnagyobb élő írónak, gondolkodás nélkül rávágta: „Természetesen Zolát.” Zola pedig, a naturalisták ősatyja egy párizsi lapban így hajtott fejet Jókai Mór előtt: „A magyar Jókai a mi korunk Homérosza”. (Említésre méltó, hogy Zola és Jókai kapcsolata túlment az egymás munkássága iránt érzett kölcsönös tiszteleten. Zola azon kevesek egyike volt, akik védelmükbe vették Jókait, amikor az idős mester ellen hajsza indult a Grósz Bellával kötött második házassága miatt.)
Zola művészi forradalma nagy visszhangot váltott ki a magyar irodalmi életben is. Ady Endre például úgy nyilatkozik az 1905-ben megjelent Jegyzetek a napról című írásában, hogy „Zola minden kultúremberé”. 1919-ben pedig annak a véleményének adott hangot, hogy „a haladó világ nagy kerekének egyik küllője ő”. Zolnai Béla azonban 1921-ben ez utóbbi megnyilatkozást úgy jellemezte az Irodalomtörténet című folyóirat Figyelő rovatában, hogy „jellemző a radikális áramlatba belesodródó Adyra, hogy nem látta meg Zolában az írót, és csak a haladás küllőjét értékelte benne. ” Ady Endrének egy másik prózai írásából (A Szajna mellől – Zola sírjánál) megtudhatjuk, hogy annyira tisztelte Zolát, hogy elzarándokolt a sírjához, mielőtt a francia írófejedelem hamvait átszállították volna a Panthéonba.
Juhász Gyula elsőrendű realistának, „a regény nagy mesterének” tartotta, s az Alkohol és irodalom című esszéjében kiemelte, hogy Zola A patkányfogóban tökéletes kórképét adja az idült alkoholizmusnak, az Összeomlás című regény kapcsán pedig egyenesen Zola látnoki erejéről beszél.
Jászi Oszkár a szociológiai világnézet tiszta esztétikai hangját üdvözölte Zola műveiben. (Lásd: Jászi Oszkár: A szociológiai regényről.)
Szabó Dezső a Nyugatban közölt, A futurizmus: az élet és művészet új lehetőségei című nagyszabású tanulmányában Zolát a futurizmus előfutárai között nevesíti. A pályakezdő Zola leveleinek kiadása apropóján Szabó Dezső egy újabb, háromrészes tanulmányt írt a fiatal Zoláról, úgyszintén a Nyugatban. Ebben a tanulmányában Szabó Dezső azt a megállapítást teszi, hogy a „kémia, fiziológia, pszichológia, szociológia első esztétikai beidegzője, mitológiává látója” Zola volt.
Szerb Antal A világirodalom történetében ezt jósolta: „Zolából az él tovább, ami nem naturalista, a hugoi bőség és a latin életszeretet. Mert Zolának csak a világnézete pesszimista, a világérzete nem az.”
Lukács György irodalomkritikusi minőségében Balzac, Stendhal, Zola címmel tanulmánykötetben összegezte a XIX. század francia prózairodalmával kapcsolatos nézeteit. Saját megfogalmazásában írása „a realista regényírás legmagasabb polgári csúcspontjairól” szól; ugyanakkor ahogyan azt Hegedüs Géza a Világirodalmi arcképcsarnok Zolára vonatkozó részében megállapítja, Lukács György oly mértékben bámulója Balzac zsenijének, hogy az ő szemében Zola hátrább van a rangsorban, Sőtér István azonban leszögezi, hogy Lukács „nem volt irodalomtörténész, esztétikai rendszereinek azonban vannak bizonyos irodalomtörténészeti tanulságai.” viszont hozzáteszi azt is, hogy „esztétikai felfogása korszakonként lényegesen változott.” […] „legtermékenyebb gondolatai 1956 utáni, budapesti korszakában születtek meg. ”
E helyütt említendő meg egy apró, de olvasásszociológiailag érdekes adalék Zola magyarországi olvasottsága bizonyságául. Nevezetesen az, hogy Kádár Jánosnak, a Magyar Szocialista Munkáspárt első titkárának, a róla elnevezett korszak meghatározó alakjának a lajstromba vett könyvhagyatékában az alábbi Zola-kötetek voltak meg: Hölgyek öröme, Mesék Ninonnak, Nana (két példányban), Párizs, Párizs gyomra, Róma, Tisztes úriház, továbbá a Mouret abbé vétke, A négy evangélium: munka, A föld, a Rougonék szerencséje, A pénz, A négy evangélium: igazság, Az összeomlás és Az élet öröme.

### Zola magyar szépírókra gyakorolt hatása
A naturalizmus az 1880-as, 1890-es években számos magyar prózaíró művészetére rányomta bélyegét. Zola ciklusokban gondolkodása inspirálóan hatott kortársai közül Justh Zsigmondra és Kóbor Tamásra, akik szintén regényciklusokban szerették volna összegezni koruk társadalmáról szerzett tapasztalataikat, a zolai törekvés pedig, hogy a nyomor és a szegénység világa is irodalmi reprezentációt nyerjen, visszhangra talált Bródy Sándor, Thury Zoltán, Révész Béla, Móricz Zsigmond, Molnár Ferenc, Bíró Lajos, Lengyel Menyhért, Nagy Lajos, Kassák Lajos és Szabó Dezső (közülük nem egy szerzőt illettek „a magyar Zola” jelzővel) prózájában, illetve színpadi műveiben, de hatása kimutatható későbbi szerzők (Veres Péter, Szabó Pál, Kertész Ákos, Hajnóczy Péter) írásaiban is.

#### Bródy Sándor
A magyar Zolák egyike Bródy Sándor, ugyanis hatással volt rá Jókai választékossága, mesélőkedve, de Zola részletekben tobzódó, az élet riasztó mélységeit föltáró naturalizmusa is. A nyers valóságot kendőzés nélkül, a maga valójában mutatta be Nyomor című novelláskötetében. Zolához hasonlóan Bródy nem riad vissza attól, hogy a bűntanyák és prostituáltak világába vezesse be olvasóit, s szintén Zolától tanulta el azt, hogy az ábrázolásmódja egyszerre pontosságra, távolságtartásra törekvő és mélyen felkavaró. Bródy tehát szakít a magyar irodalmi hagyományban mélyen gyökerező anekdotizmussal, sőt a realizmussal is, és Zola nyomdokain haladva írói krédójává teszi „a rút esztétikáját”. Az Erzsébet dajka című novelláskötet (1901), illetve annak színpadi átdolgozása, A dada című dráma (1902) erről az eszmei forrásvidékről származik.
Pintér Jenő szerint viszont Bródy „szerette volna meghonosítani irodalmunkban a naturalista regényírást, de vagy nem volt tisztában eszközeivel, vagy visszariadt a francia túlzások alkalmazásától”. […] „Az író Zola tanítványaként lépett fel huszonegy éves korában. Bár naturalistának vallotta magát, nem volt naturalista; ez az irodalmi irány csak a XX. század elején terebélyesedett ki a magyar irodalomban. Félnaturalista és félromantikus volt; szeszélyesen álmodozó, kevert stílusú író.)”

#### Kóbor Tamás
Juhász Gyula 1904-ben Kóbor Tamást nevezte magyar Zolának, és Krúdy Gyula is Kóbort jelölte meg az 1890-es években játszódó regényeinek egyikében mint a leendő magyar Zolát. Ennek az volt az alapja, hogy Kóbor Tamás a maga kisepikájával egy új világot emelt be az irodalmi köztudatba: a Dob utca és a Kazinczy utca zsidó származású kisemberéit, egy olyan társadalmi réteget mutatott tehát be, akik ugyan nem nyomorognak, de szűkös életkörülmények között, beszorítva, perspektívátlanul élnek. Hegedüs Géza a Magyar irodalmi arcképcsarnok Kóbor Tamásról szóló részében azt a megállapítást tette, hogy a zolai epika, amelyről Kóbor Tamás ábrándozott, meghaladta az erejét.

#### Móricz Zsigmond
Móricznak vezérmotívuma volt a társadalmi felemelkedés, amelyet azonban a visszahúzó környezet csírájában elfojt. Így hősei a túlhajtott érzéki élvezetekben találnak valamiféle kárpótlást, a legszegényebbeket pedig az „egyszer jóllakni” ősi ösztöne vezérli. A naturalizmus Móricz számos művében visszaköszön, többek között a Tragédia című novellában (1909), a Sárarany (1911) és az Árvácska (1940) című kisregényekben is. Míg Pintér Jenő Bródy Sándort félnaturalistának tartotta, addig  Móriczról kijelentette, hogy az igazi naturalizmus csak vele jutott be a magyar irodalomba.

#### Bíró Lajos
Széchenyi Ágnes irodalom- és sajtótörténész Pályaképek – Művelődéstörténeti metszetek a 20. századból című írásának Bíró Lajossal foglalkozó részében (Magyar író a film világpiacán Biró Lajos (1880–1948) az író 1917-ben megjelent Budapestiek című kötete kapcsán – többek között – kijelenti, hogy a műben „a dezillúzión át mutatja be a világot, mint egy magyar Zola, de felmutatja a „sunt lacrimae rerum” gondolatát is.”

#### További szerzők
Thury Zoltán keserű igazságokat tár fel műveiben. Katonák című drámája (1897) a naturalizmus jegyében fogant, ám tartalmaz impresszionista és szecessziós elemeket is.
Nagy Lajos fő témája a nincstelenek nyomorúságos, kilátástalan élete, ugyanakkor a gazdagok dőzsölését is szívesen ábrázolja, már csak ellenpontként is. Gyakran él azzal a hatásmechanizmussal, hogy a társadalmi igazságtalanságok miatti jogos felháborodásában nyers valóságelemeket sorakoztat föl. Célzatosan. Kissé tán didaktikusan. Abban is Zola örököse, hogy műveit áthatja az erős irónia.
Csáth Géza novelláiban a naturalizmus hatása tagadhatatlan. Minthogy polgári foglalkozását tekintve idegorvos volt, praxisának tapasztalatait beemelte novellisztikájába. Írói világának centrumában a nyers ösztönök, a – nemegyszer öncélú – brutalitás és a szexualitás állnak. Bármilyen extrém dolgok keltik is fel Csáth Géza érdeklődését, mindig metszően szenvtelen marad. Ebben is rokon Zolával.
Tersánszky Józsi Jenőt, ezt a magánéletében is fékezhetetlen, öntörvényű alkotót valósággal vonzza a társadalom perifériája, a lecsúszott, megkapaszkodni képtelen figurák (koldusok, hamiskártyások, csalók, kocsmatöltelékek, kétes erkölcsű nők stb.) élete. Abban kapcsolódik a naturalizmushoz, hogy ha róluk ír, sose szépít. Olyannak ábrázolja őket, amilyenek.
Kodolányi János szociografikus írásaiban, az ún. „ormánsági novellák”-ban folyamodik a naturalista stílus Zolától átvett eszköztárához.
Nem hagyható említés nélkül Sándor Kálmán írói oeuvre-je sem. Sándor Kálmán műveire is megtermékenyítő hatással volt a naturalizmus. A kisemberek életének apró történéseit naturalisztikus tárgyiassággal, szinte tudóshoz méltó precizitással boncolgatja. Hősei állás nélküli értelmiségiek, proletársorban sínylődő özvegyasszonyok, akik krajcáros nyomorúságuk közepette is boldogságról, egyszerű, köznapi emberi örömökről álmodoznak. Művei összhatásukban komor tónusúak: a társadalmat átható szociális problémák elleni tiltakozás művészi kifejeződése ez. (A minta: Zola Germinalja.) Ugyanakkor – akárcsak Zoláéba – Sándor Kálmán emberábrázolásába is groteszk elemek vegyülnek.
Zolának a magyar irodalomra gyakorolt elementáris hatását mi se bizonyítja jobban, mint hogy Karinthy Frigyes Így írtok ti című munkájában Zola stílusát parodizálja. A Zolának szentelt részben Karinthy tobzódik a naturalizmus túlzásainak nevetségessé tételében: van itt bűz, nyomor, hányás, részegség, genny, nemi erőszak, patkány, penész, hullaház, tüdővészbacilus.
Zola örökségét jól példázza az a beszédes tény, hogy napjaink egyik írónője, Lajta Erika Bordély az egész világ című kötetének Nana fia című elbeszélésében megidézi Zola talán leghíresebb karakterét, Nanát, és továbbgondolja a sorsát.

## Műveinek feldolgozásai

### Filmen
- A Patkányfogó (1902)
- A sztrájk (1903) és Feketeországban (1905) – két Ferdinand Zecca-film, amely Zola-regényekből merítette témáját
- A Patkányfogó (1909; egyórás film, szerepel benne Zola neve is)
- Germinal (1912, rendező: Albert Capellani)
- A föld (francia némafilm, 1921); Zola barátja, a Theatre Libre rendezője, André Antoine filmesíti meg A földet Albert Capellani kezdeményezése nyomán
- Nana (francia némafilm, 1926), rendezte: Jean Renoir; Nana megformálója: Catherine Hessling
- Hölgyek öröme (francia, 1930), Julien Duvivier filmje Dita Parlo főszereplésével
- Nana (amerikai, 1934), főszereplő: Anna Sten
- A pénz (francia film, 1936), Sándor báróné szerepében: Olga Csehova
- Állat az emberben (francia, 1938), Jean Renoir filmje Jean Gabin főszereplésével
- Emberi vágy címmel az Állat az emberben feldolgozása (amerikai film, 1954), rendezte: Fritz Lang; főszereplők: Glenn Ford és Gloria Grahame
- Nana (francia film, 1955), rendező: Christian-Jaque; Nana szerepében: Martine Carol, Muffat gróf szerepében: Charles Boyer
- Thérèse Raquin (1956), Simone Signoret és Raf Vallone főszereplésével
- Patkányfogó (Gervaise) (francia–olasz filmdráma,1956) Maria Schell főszereplésével
- Tisztes úriház (Pot-Bouille) (francia film, 1959), rendezte: Julien Duvivier; Gérard Philipe, Danielle Darrieux és Anouk Aimée főszereplésével
- Germinal (magyar–francia koprodukció, 1963), Jean Sorel és Bernard Blier főszereplésével
- A zsákmány (francia film, 1966), rendezte: Roger Vadim, főszereplők: Jane Fonda és Michel Piccoli
- Mouret abbé vétke (francia film, 1970), rendezte: Georges Franju
- Thérèse Raquin (angol filmsorozat, 1980), főszereplő: Kate Nelligan
- Nana (francia filmsorozat, 1980), főszereplő: Véronique Genest
- A pénz (francia film, 1988), főszereplők: Miou-Miou és Anna Galiena
- Germinal (francia film, 1993); főszereplők: Gérard Depardieu és Miou-Miou
- A kegyetlen vonat címmel az Állat az emberben feldolgozása (angol tévéjáték, 1996); főszereplők: David Suchet és Saskia Reeves
- Életöröm (francia film, 2011), rendezte: Jean-Pierre Améris
- Hölgyek öröme (The Paradise), angol drámasorozat, 2012
- Thérèse Raquin (amerikai film, 2013) Madame Raquin: Jessica Lange, Thérèse Raquin: Elisabeth Olsen

### Rádiójátékok, hangoskönyvek
A rádiójátékok hőskorától kezdve szívesen nyúltak a rendezők a Magyarországon hatalmas olvasótáborral büszkélkedő Zola műveihez. 1959-ben Tisztes úriház című regényének rádióváltozatát készítették el Gábor Miklós és Lukács Margit főszereplésével, 1961-ben pedig a Germinalt dolgozták fel Agárdy Gábor, Görbe János és Makláry János közreműködésével. A Magyar Rádió Irodalmi Szerkesztőségének egyik legnagyobb szabású vállalkozásaként az 1970-es években Bozó László főrendező irányítása alatt 16 részes adaptáció készült A Rougon-Macquart család című regényciklusból. A korszak legjelesebb színészeinek bevonásával rádióra alkalmazott művek között volt a Germinal, a Tisztes úriház, a Mouret abbé vétke, a Hölgyek öröme, a Nana, A pénz és a Pascal doktor.
Zola életét is feldolgozták irodalmi dokumentumjáték formájában.
Hangoskönyvként elérhető az interneten szinte a teljes Rougon-Macquart család, jelesül a Rougonék szerencséje, A hajsza, a Párizs gyomra, a Plassans meghódítása, a Mouret abbé vétke, A kegyelmes úr, a Tisztes úriház, a Hölgyek öröme, A Patkányfogó, a Nana, a Germinal, az Életöröm, A föld, A pénz, az Állat az emberben, a Szerelem, A mestermű, Az összeomlás és a Pascal doktor. (A Rougon-Macquart családból egyedül a spiritualitása okán kissé kilógó Az álom című regényt nem mondták még hangoskönyvre, s a hangoskönyvkészítők figyelme ez idáig nem terjedt ki A három város és a Négy evangélium című kevésbé kedvelt Zola-művekre se.)

## Emlékezete

### Filmek életéről, illetve a Dreyfus-ügyben vállalt szerepéről

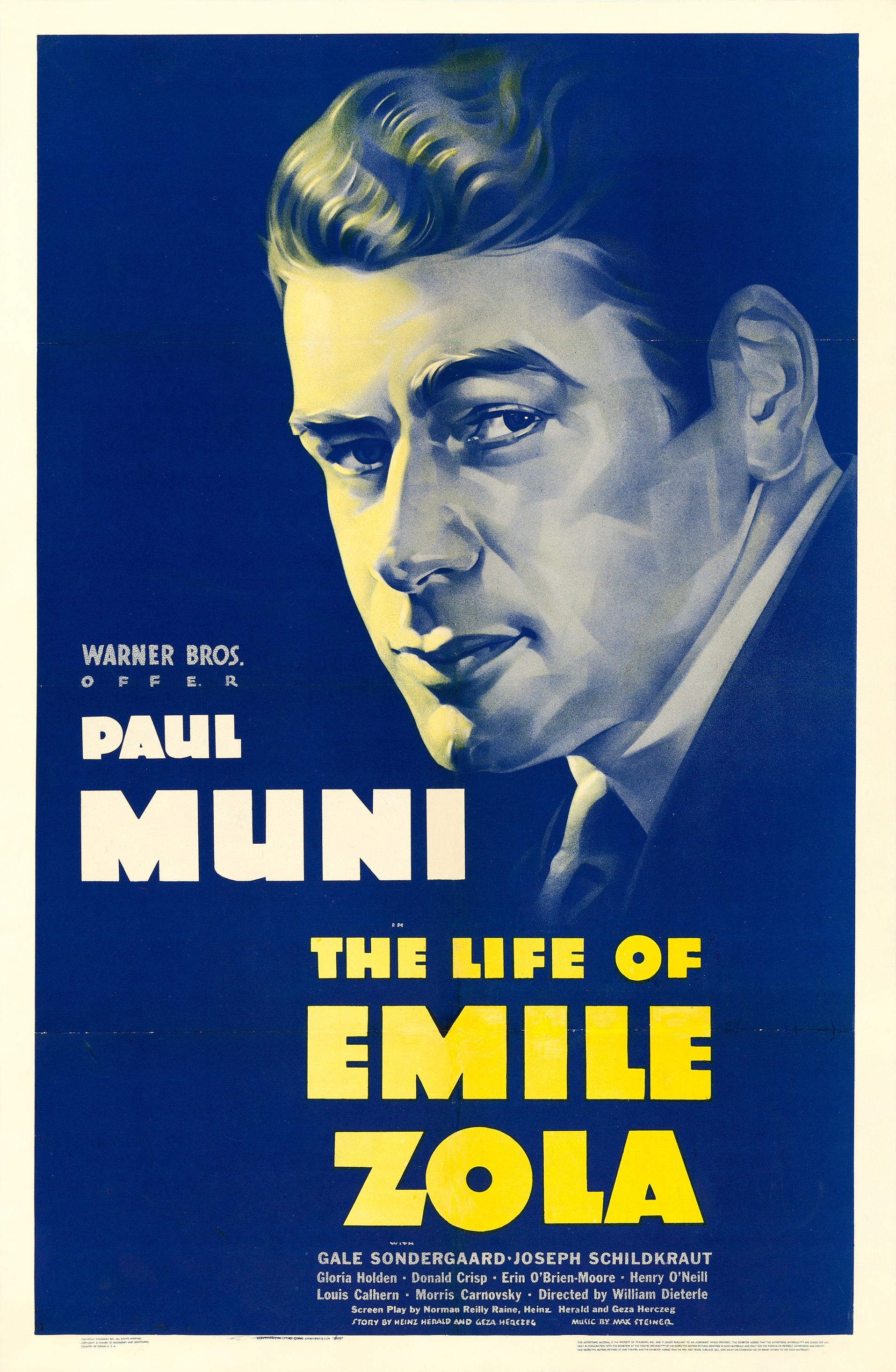
A Zola élete című amerikai életrajzi film plakátja (1937)

- Zolának nemcsak a művei, hanem az élete is fölkeltette a filmkészítők érdeklődését. A Zola élete című amerikai életrajzi film plakátja (1937)Ennek eredményként született meg a Zola élete című amerikai életrajzi film. (1937) Rendező: William Dieterle. Zola megszemélyesítője: Paul Muni.

A film eleje Zolának Cézanne-nal való barátságára és az írói elismertetéséért való küzdelmére koncentrál, majd a Dreyfus-ügyben vállalt szerepét elemzi.
A Zola élete című film hatalmas siker lett, az író Frank S. Nugent szerint a „legjobb történelmi film, ami valaha készült és a legnagyszerűbb biográfia a filmvásznon”. A produkciót tíz Oscar-díjra jelölték, melyből hármat kapott meg, köztük a „legjobb film” díját.
- Napjainkban is készült olyan film, amely Zola és a Dreyfus-ügy szövevényes kapcsolatára kíván fényt deríteni.[70]  A film címe: Tiszt és kém – A Dreyfus-ügy (francia filmdráma, 2019); rendezte: Roman Polański . Zolát André Marcon alakítja.[71]
- Cézanne et moi címmel egy francia film is született Cézanne és Zola még az iskolapadban kezdődő, ám később mély ellentétekkel terhelt barátságáról. A 2016-ban forgatott filmet Danièle Thompson rendezte, s Zolát Guillaume Canet formálta meg.

E filmből is kiderül, hogy a két művész barátsága akkor rendült meg, amikor Zola A mestermű címmel közrebocsátott regényében egy kétes tehetségű festőt választott főhőséül. Ezt Cézanne magára vette, és végleg elidegenedett az őt „eláruló” Zolától.

## Szakirodalom
- G. Robert: Émile Zola – Principes et caractères généraux de son œuvre (Párizs, 1952)
- Lukács György: Balzac – Stendhal – Zola
- Armand Lanoux: Jónapot, Monsieur Zola!
- Salyámosy Miklós: Zola (1962)
- Benedek Marcell: Emile Zola (1964)
- Henri Guillemin: Présentation des Rougon-Macquart (Párizs, 1964)
- Henri Mitterrand: Zola et le naturalisme (Párizs, 1984)
- Gorilovics Tivadar: Zola et le naturalisme en Hongrie (in: Revue de la littérature comparée, 1964)
- Lanoux, Armand, Jó napot, Zola úr! (ford. Görög, L.), Gondolat, Budapest 1969, 474.
- Kálai Sándor: Papok és orvosok. Vallási és tudományos diskurzus Émile Zola regényciklusában; Kossuth Egyetemi, Debrecen, 2009 (Orbis litterarum)